# Protanancus
Genre
Protanancus est un genre fossile de mammifères herbivores apparentés aux éléphants (ordre des proboscidiens) qui vivaient durant le Miocène en Afrique en Europe et en Asie entre 18 et 11 millions d'années. On n'en connait cinq espèces dont l'espèce type est Protanancus macinnesi.

## Description

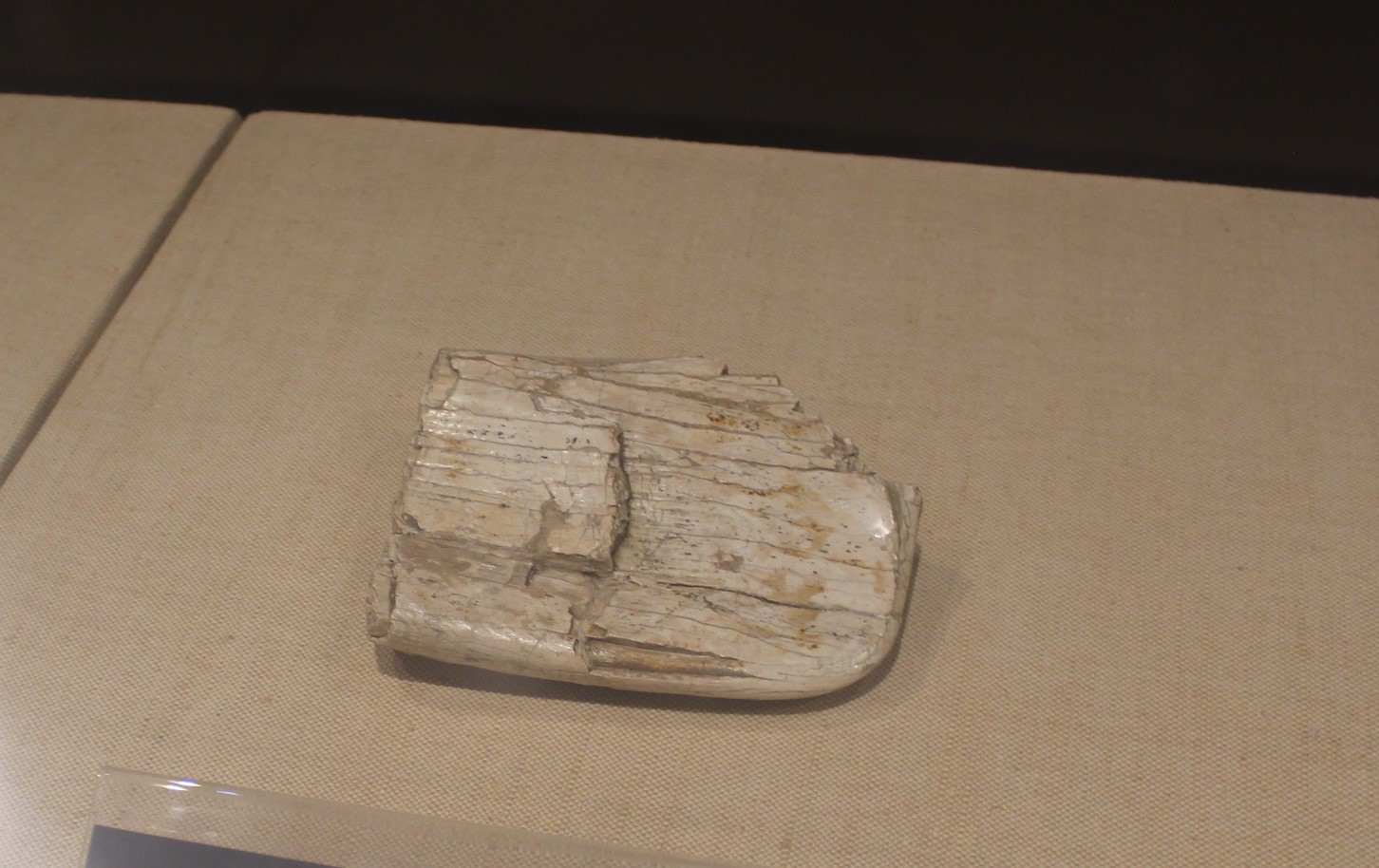
Défense de Protanancus tobieni exposé au Musée paléozoologique de Chine à Pékin.

Les Protanancus avaient environ la taille d'un éléphant d'Asie actuel et pouvaient atteindre trois mètres de haut. Ils étaient assez semblable au genre Platybelodon. 
Comme Platybelodon, la symphyse mandibulaire de cette espèce était étroite et allongée, et possédait deux défenses aplaties. L'étude de la structure des défenses inférieures a révélé que celles de Protanancus étaient concentriques, comme celles de la plupart des proboscidiens (y compris les proboscidiens actuels), tandis que celles de Platybelodon possédaient des tubules dentinaires.

## Répartition
Les fossiles de Protanancus ont été découvert en Europe notamment en France et en Bulgarie, en Afrique de l'Est notamment au Kenya ou les restes fossiles ont été découvert à l'Est du pays non loin du lac Victoria et de la frontière avec l'Ouganda et en Asie principalement au Pakistan dans le centre du pays, en Thaïlande et en Chine,.

## Paléobiologie
Des fossiles de Protanancus  ont été découverts aux mêmes endroits que ceux de Platybelodon en Chine. Cependant, il semble qu'après avoir vécu ensemble pendant au moins deux millions d'années, Platybelodon ait survécu et que Protanancus se soit éteint. Ce n'est que dans les région soù Platybelodon n'était pas présent comme dans le Siwalik, que Protanancus a continué à prospérer. La forme des mâchoires des deux animaux indique qu'ils avaient le même mode de vie, avec des défenses en forme de pelle capables de ramasser des matières végétales. Cependant, la structure tubulaire des défenses de Platybelodon indique que cet animal supportait des charges plus lourdes et une plus grande abrasion que Protanancus.

## Liste des espèces
- †Protanancus macinnesi Arembourg, 1945
- †Protanancus chinjiensis Pilgrim, 1913
- †Protanancus estremadurensis Bergounioux et al. 1951
- †Protanancus brevirostris Gervais, 1859
- †Protanancus tobieni ?

## Etymologie
Le nom générique est dérivé du nom non apparenté Anancus et du grec prōtos « premier ».